# دانی کشاورز
دانی کشاورز (زاده ۳۰ ژوئیه ۱۹۶۹) (انگلیسی: Donnie Keshavarz) بازیگر تئاتر، فیلم و تلویزیون کانادایی-آمریکایی است.
وی در گلف، انتاریو، کانادا متولد شده و تبار افغانی-ایرانی دارد. کشاورز در جونزبورو، آرکانزاس بزرگ شده و در دانشگاه ایالتی آرکانزاس، دانشگاه راتگرز، و دانشگاه میسوری در کانزاس سیتی، مدرک کارشناسی خود و کارشناسی ارشد در تئاتر و هنرهای نمایشی دریافت کرد.
از سال ۱۹۸۷، کشاورز در نقش‌های تلویزیونی متعددی ظاهر شد، که مهمترین آنها در یک نقش دوره ای در سال ۲۰۰۳ به عنوان یوسف آودا در سریال تلویزیونی ۲۴ و همچنین نقش تکراری در سری HBO سوپرانوز شهرت دارد. او همچنین در نظم و قانون، لاست، سکس و سیتی، هک، خون‌های آبی و میهن به عنوان بازیگر میهمان حضور داشت می‌شود.
کشاورز همچنین در سریال تلویزیونی برای همیشه ستاره شد و در سال ۲۰۱۳ نقش کوتاهی در فیلم گرگ وال استریت  ایفا کرد و بعد از آن به عنوان بازیگر میهمان در فصل دهم قسمت هشتم سریال The Blacklist با مضمون درام, جنایی, هیجان انگیز ا یفای نقش کرده است.
وی همچنین در چندین فیلم از جمله Loving Leah، اداره تعدیل (۲۰۱۱)، Experimenter و به سوی ستارگان (۲۰۱۹) ظاهر شده‌است.